# Krebsmühle (Oberursel)

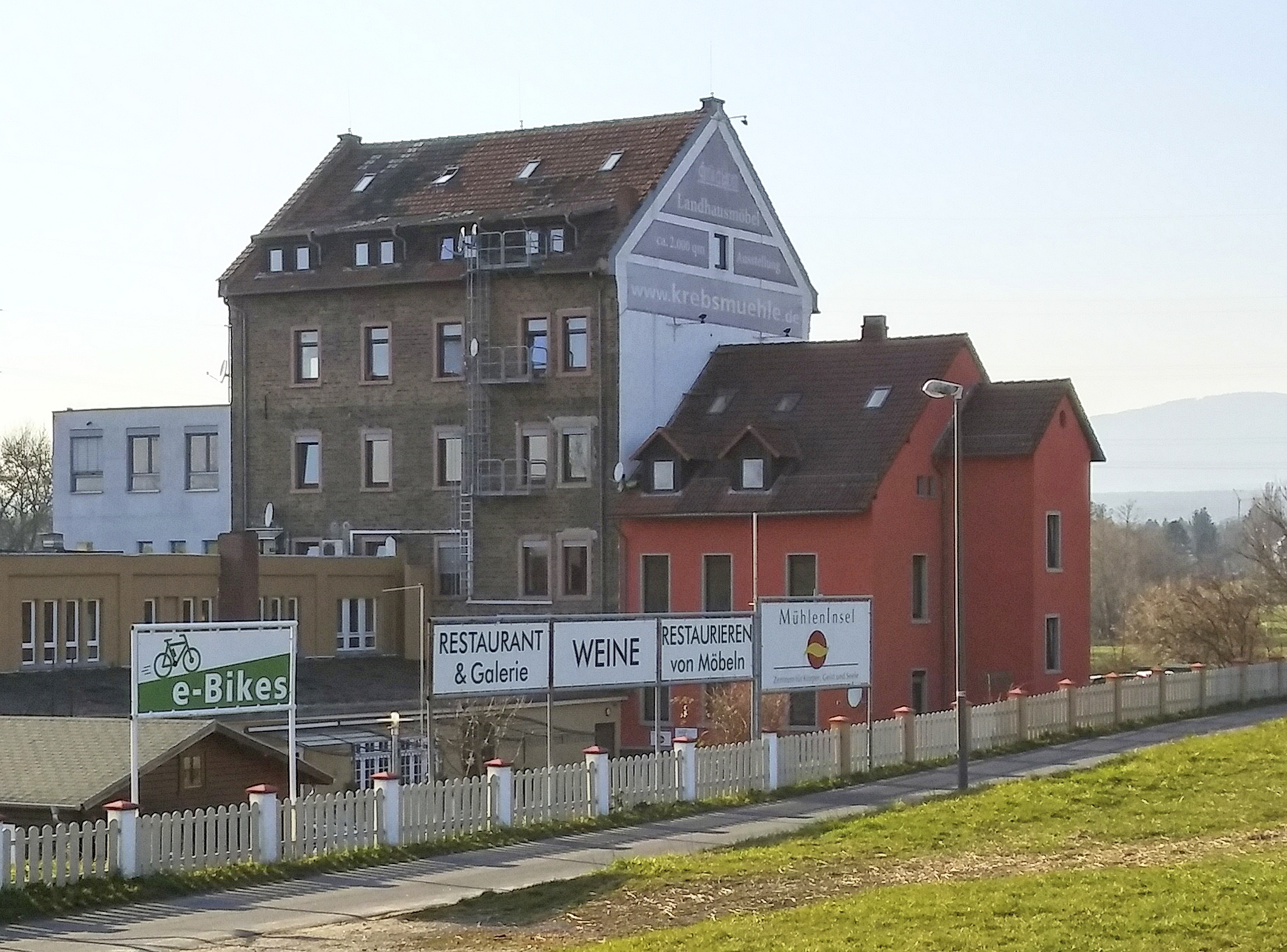
Die Krebsmühle im Jahr 2016

Die alte Krebsmühle ist ein historisches Gebäude in Oberursel (Taunus) zwischen Niederursel (Frankfurt) und Weißkirchen (Oberursel), unweit der Wüstung der ehemaligen, im Dreißigjährigen Krieg untergegangenen Siedlung Mittelursel.

## Geschichte
Urkundlich erstmals in Erscheinung tritt die Krebsmühle unter dem Namen Krebsmühl auf einem um 1600 entstandenen Kupferstich, der den Verlauf des Urselbaches darstellt. Auf einer späteren Nachbildung dieser Karte ist ferner handschriftlich die Jahreszahl 1430 vermerkt. Auch unter dem Namen undere Mühl wird die Mühle urkundlich erwähnt. Der Name stammt von einer seit dem 16. Jahrhundert bekannten Gemarkung Am Kräbsen. Im Jahre 1614 wird ein gewisser Lorenz Best als Pächter des Krebs-Morgens genannt.
Im Jahre 1732 wurde die Krebsmühle als Getreidemühle betrieben und von Johan Mates und Anna Markraeta Rauch umgebaut und mit einem Wohnhaus versehen. 1825 versahen die Eheleute Conrad und Anna Maria Scheller das Gelände mit einem Wirtschaftsgebäude, das Wohnraum, Lagerschuppen und Stallungen umfasst. Dieser Gebäudeteil wurde im Jahre 1973 abgerissen.
1852 wurde das Gelände von den neuen Besitzern Philip Joseph und Justina Dröser in die Form gebracht, die es heute noch besitzt. Im Jahre 1881 wurden Mühlengebäude und Wohnhaus durch ein Großfeuer zerstört, jedoch noch im selben Jahr von Carl und Maria Dröser wieder aufgebaut. Als letztes Mitglied der Familie Dröser bewirtschaftete Adam Heinrich Dröser die Krebsmühle, die er zur Taunusbrotfabrik ausgebaut hatte. Er starb im Jahre 1948 und der Betrieb wurde 1950 eingestellt.
Im Jahre 1952 erwarb Paul Schyma das Anwesen und erbaute ein dreistöckiges Fabrikgebäude. Die dort entstandene Weißkirchener Brotfabrik belieferte mit 19 VW-Bussen etwa 900 Bäckereien der Gegend, sowie in Frankfurt, Ober- und Hintertaunus, Wiesbaden und Mainz. Die historischen Gebäudeteile wurden nicht genutzt und verfielen. Nach dem Tode von Paul Schyma im Jahre 1974 erwarb der Berliner Brotfabrikant Horst Schiesser das Gelände, um dort eine Zweigstelle für seine Firma Geschi-Brot zu errichten. Dieser Plan scheiterte jedoch an den Auflagen des Denkmalschutzes für die historischen Gebäude, weswegen der Betrieb im Jahre 1975 endgültig stillgelegt wurde.
1978 erwarb die Initiative Arbeiterselbsthilfe einen Pachtvertrag für das Gelände, der schließlich zum Mietkauf an den aus dieser Initiative hervorgegangenen gemeinnützigen Verein Hilfe zur Selbsthilfe e.V. (HSH e.V.) als Träger der Krebsmühle überging. Er wirtschaftet mit den Einnahmen aus Vermietungen und Verpachtungen, aus denen der Unterhalt und Ausbau der Krebsmühle finanziert wird. Anfallende Überschüsse und jährlich 10 % der gesamten Mieterlöse fließen in gemeinnützige Projekte und unterstützen vorwiegend die Arbeit der BASA-Stiftung zur Förderung von Jugendarbeit und Jugendforschung.
Die wirtschaftlichen Aktivitäten des HSH e.V. sind in der Krebsmühle GmbH zusammengefasst, die 2010 für ihr soziales Engagement von der hessischen Landesregierung als „Unternehmen des Monats“ ausgezeichnet wurde. Kerngeschäft der Krebsmühle GmbH sind die HolzCleanic, ein Fachbetrieb für Entlacken und Holzwurmbehandlung von Möbeln und die Manufaktur für Möbel aus Naturholz, die sich unter Möbelkennern einen Ruf weit über Frankfurt und das Rhein-Main-Gebiet hinaus erworben hat. Weitere in der Krebsmühle ansässige Wirtschaftsbetriebe sind unter anderem ein E-Bike-Fachgeschäft, Hunde-Physiotherapie, Speisegaststätte & Galerie, Yogastudio, ein Umweltlabor und ein Verlag.